# Nabla-operatoren
Nabla-operatoren er i matematikkens verden en differentialoperator indenfor matematisk analyse med vektorer, repræsenteret ved symbolet nabla (∇).
Under normale omstændigheder kan man vælge at betragte Nabla-operatoren som en vektor, om end det er en noget speciel vektor.
I det tredimensionelle rum, {\displaystyle \mathbb {R} ^{3}}, vil ∇ for et retvinklet koordinatsystem se således ud (i kartesiske koordinater):
{\displaystyle \nabla =\left({\partial  \over \partial x},{\partial  \over \partial y},{\partial  \over \partial z}\right)}

## Brug af Nabla
Denne operator bruges i flere forskellige sammenhænge:

### Gradient
Den første type af brug er i forbindelse med bestemmelse af gradienten, der til en vis grad kan sammenlignes med differentialkvotienten af en funktion. Denne type beregning bruges ved funktioner af flere variable:
{\displaystyle {\textrm {grad}}f=\nabla f=\left({\partial f \over \partial x},{\partial f \over \partial y},{\partial f \over \partial z}\right)}

### Divergens
Divergensen af et vektorfelt {\displaystyle {\vec {v}}=(v_{1},v_{2},v_{3})} inkluderer også Nabla-operatoren, men ved denne type beregning bruges den som et skalarprodukt.
{\displaystyle {\textrm {div}}{\vec {v}}=\nabla \cdot {\vec {v}}={\partial v_{1} \over \partial x}+{\partial v_{2} \over \partial y}+{\partial v_{3} \over \partial z}}

### Rotation
Rotationen af et vektorfelt {\displaystyle v} findes ved krydsproduktet mellem et vektorfelt og Nabla, og har således en vektor som resultat.
{\displaystyle {\textrm {rot}}{\vec {v}}=\nabla \times {\vec {v}}=\left({\frac {\partial v_{3}}{\partial y}}-{\frac {\partial v_{2}}{\partial z}},{\frac {\partial v_{1}}{\partial z}}-{\frac {\partial v_{3}}{\partial x}},{\frac {\partial v_{2}}{\partial x}}-{\frac {\partial v_{1}}{\partial y}}\right)}

## Laplace-operatoren
Der findes endvidere en anden type af operator, kaldet Laplace operatoren der betegner hvad man kunne kalde den anden afledede. Denne noteres på følgende måder:
{\displaystyle \nabla ^{2}f=\Delta f=\nabla \cdot \nabla f}

## Definitioner
- Et gradientfelt er rotationsfrit

Bevis:
For afbildningen {\displaystyle f:\mathbb {R} ^{3}\rightarrow \mathbb {R} }
Lad da {\displaystyle {\vec {V}}=\nabla f=(f'_{x},f'_{y},f'_{z})}
Da er {\displaystyle \nabla \times {\vec {V}}=\nabla \times (\nabla f)=(f''_{zy}-f''_{yz},f''_{xz}-f''_{zx},f''_{yx}-f''_{xy})=(0,0,0)={\vec {0}}}
Jævnfør at differentiationsrækkefølgen er ligegyldig ved mere end to afledninger.
- Et rotationsfelt er divergensfrit

Bevis:
Givet et vektorfelt {\displaystyle {\vec {V}}=(V_{x},V_{y},V_{z})}
Da vil: {\displaystyle \nabla \times {\vec {V}}=\left({\partial V_{z} \over \partial y}-{\partial V_{y} \over \partial z},{\partial V_{x} \over \partial z}-{\partial V_{z} \over \partial x},{\partial V_{y} \over \partial x}-{\partial V_{x} \over \partial y}\right)}
Og dermed: 
{\displaystyle \nabla \cdot (\nabla \times {\vec {V}})=\left({\partial V_{z} \over \partial y\partial x}-{\partial V_{y} \over \partial z\partial x}+{\partial V_{x} \over \partial z\partial y}-{\partial V_{z} \over \partial x\partial y}+{\partial V_{y} \over \partial x\partial z}-{\partial V_{x} \over \partial y\partial z}\right)=0}
| Matematik | Spire Denne artikel om matematik er en spire som bør udbygges. Du er velkommen til at hjælpe Wikipedia ved at udvide den. |